# Варданян, Артак Альбертович
Арта́к Альбе́ртович Варданя́н (арм. Արտակ Վարդանյան, 24 ноября 1966, Ереван) — армянский государственный и политический деятель.
- 1983—1988 — Московский государственный университет. Экономист.
- 1988—1989 — лаборант, а позже педагог в Ереванском государственном университете.
- 1989—1990 — главный специалист в торгово-промышленной палате Армении.
- 1990—1993 — руководитель отдела производственного объединения «Армпромстроймат».
- 1993—1998 — работал на белорусско-швейцарском предприятии «Мобил-коммуникации» членом управления, а позже директором (Минск).
- 1998—1999 — был министром почты и телекоммуникаций Армении.
- С 1999 — полномочный представитель Армении в комиссии по экономическим вопросам при экономическом совете СНГ.

## Награды
- Грамота Содружества Независимых Государств (30 ноября 2001 года) — за активную работу по укреплению и развитию Содружества Независимых Государств[1].
- Грамота Содружества Независимых Государств (5 декабря 2012 года) — за активную работу по укреплению и развитию Содружества Независимых Государств[2]